# Johann Jakob Bachofen
Johann Jakob Bachofen (Basilea, 22 de desembre del 1815 - Basilea, 25 de novembre del 1887) va ser un jurista, antropòleg, sociòleg i filòleg suís, teòric del matriarcat.

## Les societats matrifocals
Se'l recorda, principalment, per la seva teoria de les societats matrifocals (en alemany, Mutterrecht, que significa literalment 'dret matern'), títol de la seva fecunda obra El matriarcat: una investigació sobre el caràcter religiós i jurídic del matriarcat en el món antic (1861). Aquesta va presentar una visió radicalment nova del paper de la dona en una àmplia gamma de societats antigues, encara que habitualment en espanyol es traduïx erròniament "Mutterrrecht" per "matriarcat", que és una cosa molt distinta, ja que implica un govern o poder femení.
Bachofen va recopilar i es va basar en nombrosa documentació amb l'objecte de demostrar que la maternitat és la font de la societat humana, de la religió, la moralitat, i el decòrum, i escrigué sobre les antigues societats de Lícia, Creta, Grècia, Egipte, l'Índia, Àsia central, Àfrica del Nord, i Espanya. Va concloure el treball connectant el dret arcaic de la mare amb la veneració cristiana a la Mare de Déu. Les conclusions de Bachofen sobre les societats matrifocals arcaiques encara troben eco avui dia.
Va haver-hi poca reacció inicial a la teoria de Bachofen de l'evolució cultural, en gran part a causa del seu estil literari impenetrable; però, eventualment, així com una crítica furiosa, el llibre va incitar a diverses generacions d'etnòlegs, filòsofs socials, i fins i tot escriptors: Friedrich Engels, que va utilitzar Bachofen per als seus Orígens de la família, de la propietat privada i de l'estat, Thomas Mann, Erich Fromm, Robert Greus, Rainer Maria Rilke, Lewis Henry Morgan, Jane Ellen Harrison, que es va sentir inspirada per Bachofen per a dedicar la seva carrera a la mitologia, Joseph Campbell, Otto Gross, Franz Mayr i Julius Evola.
Bachofen va proposar quatre fases de l'evolució cultural suposadament superades: 
1. Hetairisme. Una fase «tel·lúrica», nòmada i salvatge, caracteritzada segons ell pel comunisme i el poliamor. La deïtat predominant hi hauria estat una proto-Afrodita terrenal.
2. Dones Mutterecht. Una fase «lunar» matrifocal basada en l'agricultura, caracteritzada per l'aparició dels cultes mistèrics ctònics i de la llei. La deïtat predominant hi hauria estat una primerenca Demèter, segons Bachofen.
3. La dionisíaca. Una fase transitòria en la qual les tradicions haurien estat masculinitzades, en la mesura que el patriarcat començava a emergir. La deïtat predominant, el Dionís original.
4. L'apol·línia. La fase «solar» patriarcal, en la qual tot rastre de la societat matrifocal i de passat dionisíac va ser suprimit i va sorgir la civilització moderna.

## Influència posterior
Analitzant el punt de vista de Bachofen, Engels va concloure en la seva obra esmentada que: 
1. L'ésser humà va viure, originalment, en un estat de promiscuïtat sexual, per a descriure el qual Bachofen utilitza el terme erroni d'«hetairisme»;
2. Tal promiscuïtat exclou qualsevol certesa de la paternitat, i es podria per tant remuntar el parentiu solament en la línia femenina, segons El matriarcat, i que era, originalment, aquest el cas entre tots els pobles de l'antiguitat;
3. A partir de les dones, com a mares, es va dur a terme una posició de tan alt respecte i honor que es va convertir en la fundació, en el concepte de Bachofen, d'una regla regular de les dones (ginecocràcia), ja que només els pares de la generació més jove que eren sabuts amb certesa;
4. La transició a la monogàmia, per la qual la dona es relaciona amb un sol home, va implicar una violació d'una llei religiosa primitiva (és a dir, realment una violació del dret tradicional dels altres homes a aquesta dona), i per a expiar aquesta violació o comprar la indulgència per això, la dona va haver de lliurar-se ella mateixa per un període limitat. (Friedrich Engels, 1891: vegeu l'enllaç extern pertinent, més avall).

Encara que Bachofen va aplicar teories evolutives al desenvolupament de la cultura d'una manera que ja no es considera vàlida, encara que l'arqueologia i l'anàlisi literària contemporàries han invalidat molts detalls de les seves conclusions històriques, l'origen de tots els estudis posteriors del paper de les dones en l'antiguitat clàssica està en Bachofen, bé seguint la pista de les seves conclusions, bé corregint-les, bé negant-les.
Si bé, en la mesura que les seves investigacions i conclusions estan basades en una interpretació certament imaginativa de l'evidència arqueològica existent del seu temps, podria dir-se que aquest model ens diu en el fons tant sobre el mateix temps de Bachofen com del passat remot que va pretendre descriure.